# Caldas de Bohí
Caldas de Bohí
(en catalán Caldes de Boí) es un balneario español de origen romano, santuario y población, situado en el término municipal de Valle de Bohí (Lérida). Se encuentra a una altitud de 1470 m s. n. m., en la orilla derecha del Noguera de Tor, que a esa altura recibe el nombre de río de Caldes.
Caldas de Bohí se encuentra en el kilómetro 20 de la carretera L-500, 8.5 kilómetros al norte de Barruera (Lérida), la cabeza del municipio.
En 2018 tenía 12 habitantes, aunque la presencia de un hotel hace que habitualmente habiten más personas, aunque no de forma permanente.

## Santuario

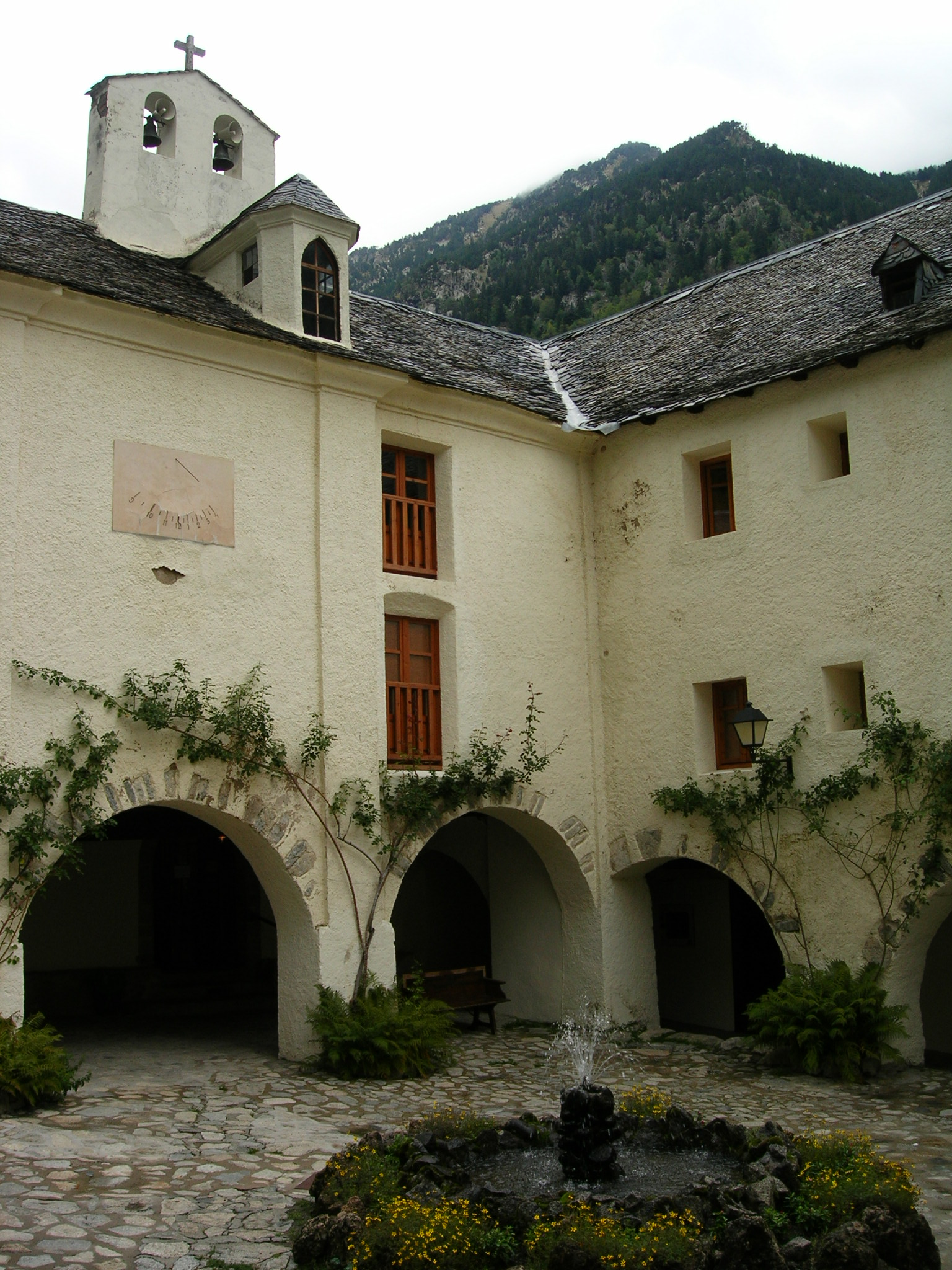
Santuario de Caldas de Bohí.

Junto al balneario original, de origen romano, se construyó, en la Alta Edad Media, la iglesia de la Virgen de Caldas (Mare de Déu de Caldes). La talla original de la Virgen era románica, pero fue destruida en un incendio en 1936.
En 1011 consta una donación de los Erill al abad de Nuestra Señora de Caldas de Bohí.
Posteriormente, una nueva capilla renacentista sustituyó a la antigua y, en el siglo XVIII, se construyó ahí un santuario, dependiente del obispado de Urgel. Pascual Madoz habla extensamente de Caldas de Bohi en su Diccionario de 1846.
En 1839, el santuario quedó en manos de la Diputación de Lérida, hasta que en 1877 pasó a pertenecer al estado. En 1895 fue vendido y quedó en manos de particulares.

## Balneario

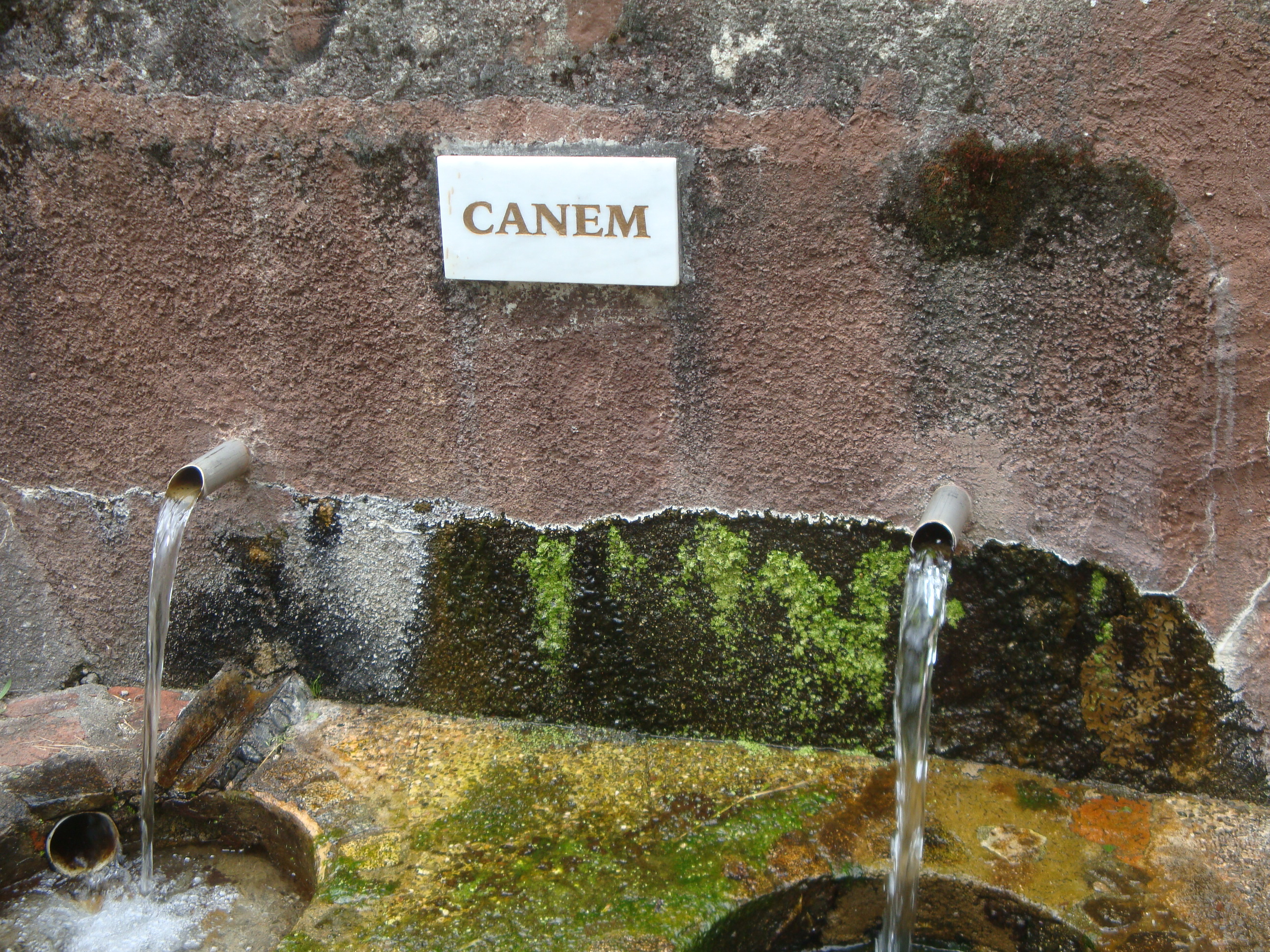
Fuente Canem, en el balnerario Caldas de Bohí.

El lugar se ha convertido en un importante centro termal y turístico, con dos hoteles. Las aguas, consideradas mineromedicinales, brotan de un total de 37 fuentes. Su composición es diversa: sulfurosas y sódicas; cloruradas, sódicas y ferruginosas; bicarbonatadas. La temperatura de cada una de las fuentes es diferente, entre 4º y 56º. Se utilizan con finalidad terapéutica para tratar enfermedades cutáneas, así como el reumatismo. Hay también estufas naturales.
A finales de los años 1950, cuando llegó la carretera, se construyó un edificio para embotellar el agua, la cual se transportaba en camiones hacia Lérida o Barcelona para venderla. Esta planta duró hasta la década de 1980, en que se construyó una nueva y más grande, al lado de la carretera. La antigua planta embotelladora se convirtió en la sala de fiestas del balneario.

## Central hidroeléctrica

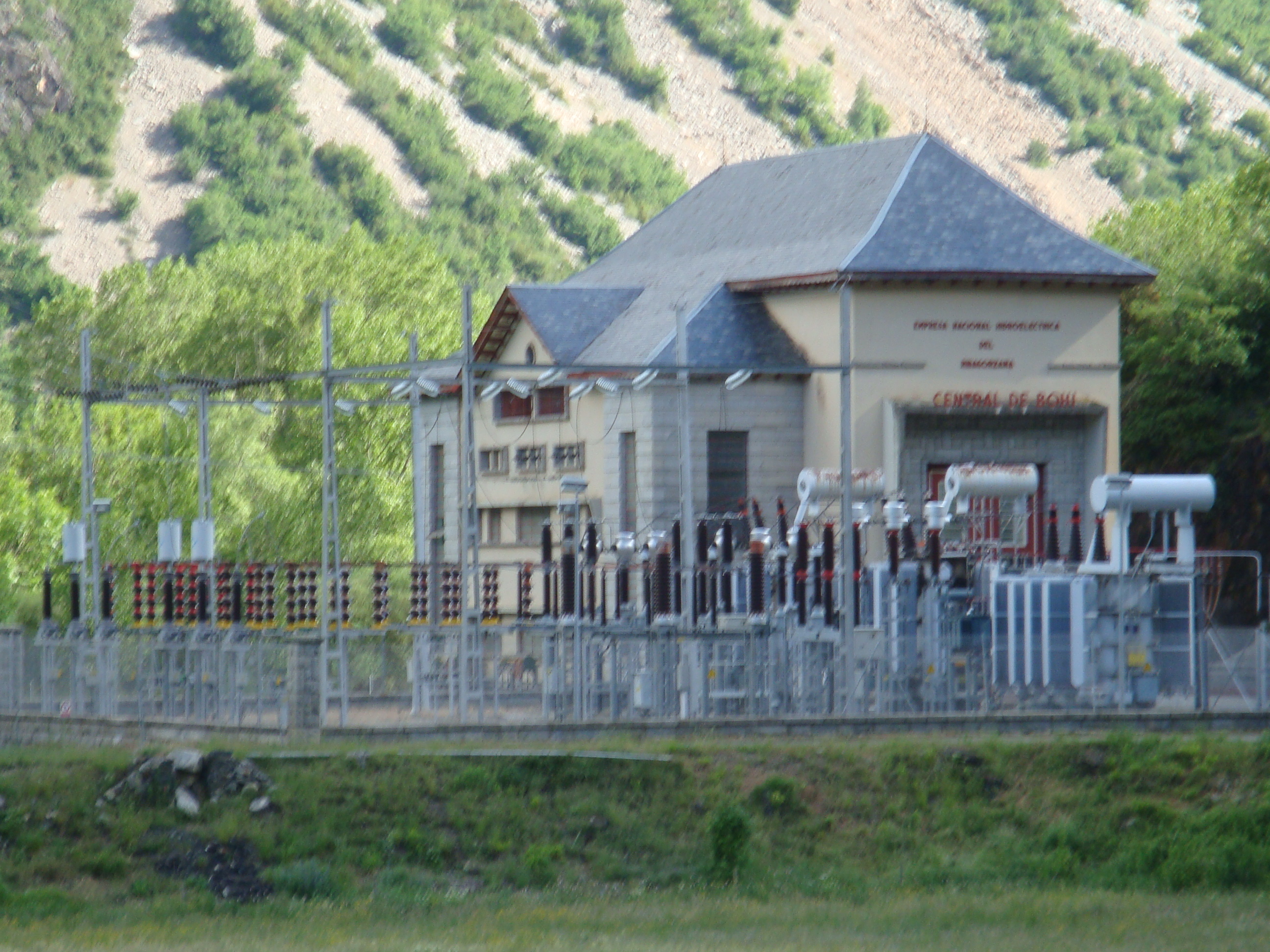
Central hidroeléctrica de Bohí, sobre el río Noguera de Tor.

Río abajo, en la confluencia de la Noguera de Tor con el río San Nicolás, se encuentra la central hidroeléctrica de Caldas, que se halla instalada de forma subterránea. Utiliza el agua de ambos ríos desde los lagos de Cavallers y Santo Espíritu, situados a 4108 m y 5746 m de distancia, respectivamente. Con 45 800 kW de potencia instalada, tiene una producción media de 127 903 millones de kWh.